# Gajapathinagaram
Gajapathinagaram là một thị trấn thống kê (census town) của quận Vizianagaram thuộc bang Andhra Pradesh, Ấn Độ.

## Nhân khẩu
Theo điều tra dân số năm 2001 của Ấn Độ, Gajapathinagaram có dân số 5282 người. Phái nam chiếm 48% tổng số dân và phái nữ chiếm 52%. Gajapathinagaram có tỷ lệ 60% biết đọc biết viết, cao hơn tỷ lệ trung bình toàn quốc là 59,5%: tỷ lệ cho phái nam là 67%, và tỷ lệ cho phái nữ là 53%. Tại Gajapathinagaram, 11% dân số nhỏ hơn 6 tuổi.